# Mike Elliott
Mike Elliott, född 4 juni 1974, är en brittisk ingenjör som var senast Chief Technical Officer (CTO) för det tyska Formel 1-stallet Mercedes Grand Prix mellan 21 april 2023 och 31 oktober 2023.
Han avlade en master i flyg- och rymdteknik samt teknologie doktor i aerodynamik vid Imperial College London. År 2000 inledde Elliott sin yrkeskarriär inom F1 när han började arbeta hos McLaren med aerodynamik. Sex år senare blev han lagledare för aerodynamisk prestanda. År 2008 lämnade han McLaren för Renault F1 och var fortsatt verksam inom aerodynamik, han fortsatte med det även när Renault blev Lotus F1 i januari 2012. Senare under året utsågs Elliott till att bli chef för aerodynamikdivisionen hos Mercedes Grand Prix. År 2017 ersatte han Geoffrey Willis som teknologichef och den 9 april 2021 ersatte han även James Allison som teknisk direktör. Den 21 april 2023 meddelade Mercedes att han och Allison skulle byta arbetsuppgifter med varandra och Elliott övertog CTO från Allison. Den 31 oktober sade han upp sig och lämnade Mercedes.
Han har varit delaktig till sju vunna förarmästerskap och åtta vunna konstruktörsmästerskap.
- Förarmästerskap: 2014, 2015, 2016, 2017, 2018, 2019, 2020 (Mercedes)
- Konstruktörsmästerskap: 2014, 2015, 2016, 2017, 2018, 2019, 2020, 2021 (Mercedes)